# VC Sneek
VC Sneek est un club néerlandais de volley-ball fondé en 1997 et  basé à Sneek qui évolue pour la saison 2019-2020 en Eredivisie dames.

## Historique
VC Sneek a été formée en 1997 d'une fusion des clubs Animo et Olympus. L'Olympus a été huit fois champion des Pays-Bas (1985, 1986, 1987, 1988, 1989, 1990, 1991 et 1992), vainqueur de cinq coupe des Pays-Bas (1986, 1987, 1988, 1989 et 1992).

## Palmarès
- Championnat des Pays-Bas
  - Vainqueur : 2015[3]2016[4]
  - Finaliste : 2017, 2019.
- Coupe des Pays-Bas
  - Vainqueur : 2014[5]2017[6]
  - Finaliste : 2011, 2015.
- Supercoupe des Pays-Bas
  - Vainqueur : 2014[7]2015[8]
  - Finaliste : 2011, 2016, 2017.

## Historique des logos

Logo jusqu'en 2014
Logo depuis 2014

## Effectifs

### Saison 2020-2021
| No                                                                                        | Nom                                                                                       | Date de naissance                                                                         | Taille                         | Poids                          | Poste                          |
| ----------------------------------------------------------------------------------------- | ----------------------------------------------------------------------------------------- | ----------------------------------------------------------------------------------------- | ------------------------------ | ------------------------------ | ------------------------------ |
| 1                                                                                         | Geldou de Boer                                                                            | 26 septembre 1996                                                                         | 170                            | 67                             | Libero                         |
| 2                                                                                         | Danique Aardema                                                                           | 13 mai 1998                                                                               | 177                            | 60                             | Passeuse                       |
| 3                                                                                         | Anlène van der Meer                                                                       | 13 juillet 1999                                                                           | 183                            | 70                             | Attaquante                     |
| 4                                                                                         | Wies van Solkema                                                                          | 21 octobre 2000                                                                           | 177                            | 63                             | Réceptionneuse-attaquante      |
| 6                                                                                         | Lieze Braaksma                                                                            | 22 juin 1996                                                                              | 189                            | 74                             | Centrale                       |
| 7                                                                                         | Sanne de Ruiter                                                                           | 1er janvier 2001                                                                          | 185                            |                                | Attaquante                     |
| 8                                                                                         | Britt Schreurs                                                                            | 2 mai 1998                                                                                | 184                            | 73                             | Attaquante                     |
| 9                                                                                         | Nienke Tromp                                                                              | 3 octobre 1996                                                                            | 182                            | 64                             | Passeuse                       |
| 10                                                                                        | Sjanet Wijnia                                                                             | 17 décembre 1998                                                                          | 175                            |                                | Réceptionneuse-attaquante      |
| 11                                                                                        | Roos van Wijnen                                                                           | 30 mars 1992                                                                              | 175                            | 69                             | Réceptionneuse-attaquante      |
| 12                                                                                        | Jasmijn Akse                                                                              | 29 juin 1999                                                                              | 188                            | 67                             | Centrale                       |
| 14                                                                                        | Rixt van der Wal                                                                          | 1er janvier 2003                                                                          | 186                            |                                | Centrale                       |
| ?                                                                                         | Janieke Popma                                                                             | 16 septembre 1996                                                                         | 172                            | 67                             | Libero                         |
|                                                                                           |                                                                                           |                                                                                           |                                |                                |                                |
| Encadrement technique                                                                     | Encadrement technique                                                                     |                                                                                           | Légende                        | Légende                        | Légende                        |
| Entraîneur : Jeffrey Scharbaai                                                            | Entraîneur : Jeffrey Scharbaai                                                            | Entraîneur : Jeffrey Scharbaai                                                            | : Capitaine                    | : Capitaine                    | : Capitaine                    |
| Entraîneur(s) adjoint(s) : Henriëtte ter Steege Entraîneur(s) adjoint(s) : Jurjen de Jong | Entraîneur(s) adjoint(s) : Henriëtte ter Steege Entraîneur(s) adjoint(s) : Jurjen de Jong | Entraîneur(s) adjoint(s) : Henriëtte ter Steege Entraîneur(s) adjoint(s) : Jurjen de Jong | : Joueuse blessée actuellement | : Joueuse blessée actuellement | : Joueuse blessée actuellement |
| Manager général : Carolina Stilma                                                         |                                                                                           |                                                                                           |                                |                                |                                |